# Oxalis enneaphylla
Oxalis enneaphylla Cav., 1799 è una pianta erbacea perenne appartenente alla famiglia delle Oxalidacee.

## Distribuzione e habitat
La specie è diffusa nella parte meridionale del Cile e dell'Argentina nonché nelle isole Falkland.